# Puerto Maldonado
Puerto Maldonado is een stad in de provincie Tambopata in de regio Madre de Dios van Peru. De stad is gelegen in het Amazonegebied, niet ver van de grens met Bolivia en op de plek waar de rivieren Tambopata en Madre de Dios samenkomen.
Puerto Maldonado is officieel gesticht op 10 juli 1902. In 2015 telde het 74.000 inwoners.

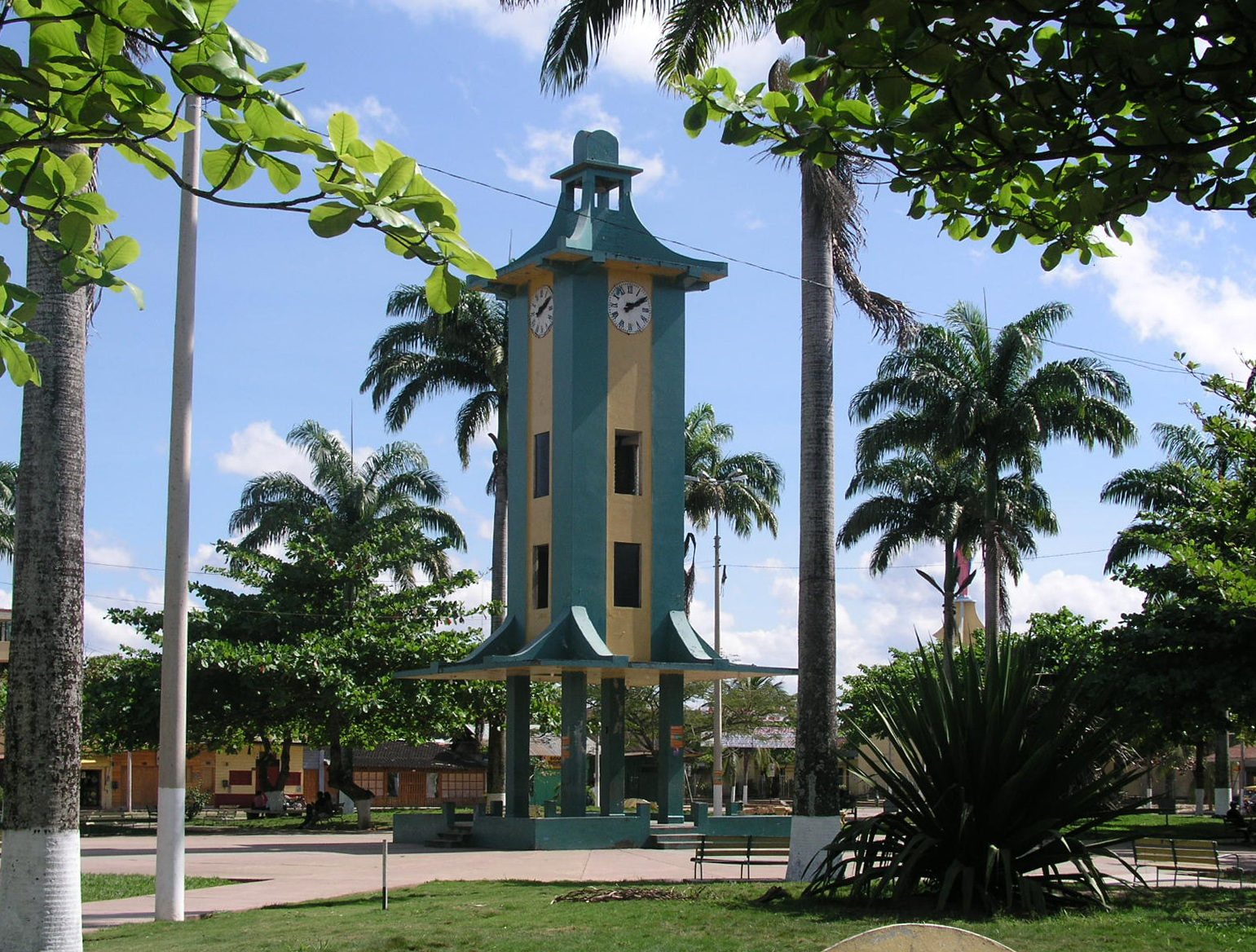
Plaza de Armas in Puerto Maldonado

Vanuit Puerto Maldonado zijn tochten mogelijk naar lodges in het oerwoud. Deze lodges zijn alleen met gemotoriseerde kano's te bereiken. Soms is er vanuit  de redelijke comfortabele lodge voor kleine groepen een tweedaagse kanotocht mogelijk, dieper het oerwoud in, waarbij 's nachts in een tent geslapen wordt. 

## Bestuurlijke indeling
Deze stad (ciudad) bestaat uit slechts één district en is dus identiek met:
- Tambopata (hoofdplaats van de provincie)